# شهرستان یوئشی (سیچوآن)
شهرستان یوئشی (به انگلیسی: Yuexi County) یک شهرستان در چین است که در لیانگشان یای واقع شده‌است.